# Сенерг
Сене́рг (фр. Sénergues, окс. Senèrgas) — коммуна во Франции, находится в регионе Окситания. Департамент — Аверон. Входит в состав кантона Конк. Округ коммуны — Родез.
Код INSEE коммуны — 12268.
Коммуна расположена приблизительно в 480 км к югу от Парижа, в 140 км северо-восточнее Тулузы, в 30 км к северу от Родеза.

## Население
Население коммуны на 2008 год составляло 487 человек.
| 1962 | 1968 | 1975 | 1982 | 1990 | 1999 | 2008 |
| ---- | ---- | ---- | ---- | ---- | ---- | ---- |
| 886  | 898  | 815  | 732  | 608  | 545  | 487  |

## Экономика
В 2007 году среди 279 человек в трудоспособном возрасте (15—64 лет) 199 были экономически активными, 80 — неактивными (показатель активности — 71,3 %, в 1999 году было 66,1 %). Из 199 активных работали 195 человек (113 мужчин и 82 женщины), безработными были 4 женщины. Среди 80 неактивных 10 человек были учениками или студентами, 54 — пенсионерами, 16 были неактивными по другим причинам.

## Достопримечательности
- Руины замка Монтарналь (XI век). Памятник истории с 1997 года[3]
- Замок (XI—XII века). Памятник истории с 1979 года[4]
- Башня (XIII век)
- Церковь Сен-Мартен. Построена на месте бывшего монастыря

## Фотогалерея
- Сенерг
- Замок (XI—XII века)
- Башня
- Церковь Сен-Мартен